# 卡爾洛·瓦倫蒂尼
卡爾洛·瓦倫蒂尼（義大利語：Carlo Valentini；1982年3月15日—）是一位聖馬力諾足球運動員。在場上的位置是中場。他現在效力於聖馬力諾足球錦標賽球隊梅拿達體育會。他也代表聖馬力諾國家足球隊參賽。